# Caryophyllène
Le caryophyllène, parfois appelé β-caryophyllène (BCP) pour le distinguer de l'humulène, un isomère jadis appelé α-caryophyllène, est un sesquiterpène naturel bicyclique composé d'un macrocycle à neuf atomes de carbone fusionné avec un noyau cyclobutane, ce qui est exceptionnel pour un composé naturel. C'est un constituant de nombreuses huiles essentielles, notamment l'huile produite par le giroflier, le chanvre cultivé, le romarin, le houblon et le papeda de Mélanésie (Citrus macroptera).
Il est également largement présent dans le poivre noir et la lavande.
Il est généralement mélangé à l'isocaryophyllène, son isomère cis, et à l'humulène, isomère comportant un macrocycle unique.
Il fait partie des composés qui contribuent à la nature épicée du poivre.

## Fonctions biologiques en laboratoire
Le β-caryophyllène agit comme agoniste sélectif du récepteur cannabinoïde de type 2 (CB2) et possède un effet anti-inflammatoire cannabimimétique significatif chez la souris.
Il ne se lie cependant pas au récepteur cannabinoïde de type 1 (CB1) exprimé centralement et ne provoque donc pas d'effets psychomimétiques.
Il possède des activités anticancéreuses, affectant la croissance et la prolifération de nombreuses lignées de cellules cancéreuses.
Diverses autres activités pharmacologiques du β-caryophyllène comprennent : actions cardioprotectrices,,,, hépatoprotectrices,,, gastroprotectrices,, neuroprotectrices, néphroprotectrices, anti-convulsives, anti-inflammatoires et immunomodulatrices,.
Il participe à la protection des cellules dopaminergiques, à l'inhibition de l'activation de la microglie et des astrocytes et à la neuroprotection et module la nociception, la dépendance et la consommation d'alcool, prévenant également les dommages induits par l'alcool.
Il présente un potentiel multicible pour le traitement de la sclérose en plaques, de la maladie de Parkinson et d'autres affections neuroinflammatoires,,.
Il inhibe les comportements addictifs envers la nicotine, la cocaïne et la méthamphétamine, chez les souris,,.